# 塞特站
塞特站，是法国的一个铁路车站，位于法国南部城市塞特。

## 位置
塞特站位于塞特市区的北部，距离蒙彼利埃大约28公里。车站大致呈东西走向，开口朝南。

## 概况
塞特站是波尔多—塞特铁路和塔拉斯孔—塞特铁路的交汇点，历史上分属南部铁路公司和蒙彼利埃-塞特铁路公司运行，而如今这两条铁路已完全连通，且现有的法国铁路系统也没有将塞特站作为上下行转换点：从塞特站出发前往波尔多方向的列车为下行，直到纳博讷站才转为上行。
塞特站所在的塞特曾名Cette（法语发音和Sète一模一样），塞特站也曾命名为“Gare de Cette”。

## 设施
塞特站设有人工售票窗口，其开放时间如下：
- 周一至五：8:45~18:00
- 周末及节假日：9:30~17:30

此外，塞特站还设有自动售票机等设施。

## 停靠线路
以下列车线路在塞特站停靠：
| 塞特站列车线路表                                |            |            |                     |                 |
| 线路                                            | 车种       | 上一站     | 下一站              | 大致运行频率    |
| 巴黎—贝济耶                                     | TGV        | 蒙彼利埃   | 阿格德              | 每天1~2趟       |
| 巴黎/里昂—佩皮尼昂/巴塞罗那                     | TGV        | 蒙彼利埃   | 阿格德/贝济耶       | 每天3趟左右     |
| 里昂—图卢兹                                     | TGV        | 蒙彼利埃   | 贝济耶              | 每天2趟左右     |
| 图卢兹→南锡                                     | TGV        | 贝济耶     | 蒙彼利埃            | 每天1班（单向） |
| 马赛—图卢兹/波尔多                              | INTERCITÉS | 蒙彼利埃   | 贝济耶              | 每天3~4趟       |
| 阿维尼翁/蒙彼利埃—纳博讷/佩皮尼昂/塞贝尔/波尔沃 | TER        | 弗龙蒂尼昂 | 马尔塞扬海滩/阿格德 | 每天14趟左右    |
| 马赛/尼姆—纳博讷/佩皮尼昂/塞贝尔/波尔沃         | TER        | 弗龙蒂尼昂 | 马尔塞扬海滩/阿格德 | 每天8趟左右     |
| 阿维尼翁/尼姆/蒙彼利埃—卡尔卡松/图卢兹          | TER        | 弗龙蒂尼昂 | 阿格德              | 每天5趟左右     |
| 芒德/阿莱斯—纳博讷                              | TER        | 弗龙蒂尼昂 | 阿格德              | 每天1~2趟       |
| 蒙彼利埃→圣谢利达普谢                           | TER        | 弗龙蒂尼昂 | 阿格德              | 每天1班（单向） |
| 1. 2. 3.                                        |            |            |                     |                 |

## 配套交通

### 长途客车
| 停靠塞特的大巴车  |                                  |                                                                                               |
| 上下车地点        | 运营单位                         | 主要目的地                                                                                    |
| Quai Noël Guignon | 埃罗省城际客运 Hérault Transport | - 102线：弗龙蒂尼昂、米尔瓦勒、蒙彼利埃                                                       |
| 塞特站门口        | 埃罗省城际客运 Hérault Transport | - 320线：卢皮扬、迈兹 - 321线：普桑、维勒韦拉克 - 322线：日让、蒙巴赞 - 323线：马尔塞扬、皮内 |
| 塞特站门口        | SNCF Car TER                     | （当某条铁路线施工或罢工时，SNCF可能会提供途径该线路沿途站点的大巴车）                        |
| 1. 2. 3. 4.       |                                  |                                                                                               |

### 市内交通
| 塞特站附近的市内公共交通线路 |            |                                                  |
| 公交车站名称                 | 位置       | 停靠线路                                         |
| Gare SNCF 火车站             | 塞特站门口 | 1路、2路、3路、6路、9路、10路、12路、13路、915路 |
| 1.                           |            |                                                  |

### 社会车辆
塞特站门口设有社会车辆停车场。

## 临近车站
| 塞特站（Gare de Sète）         |                   |          |
| 上行车站                       | 线路              | 下行车站 |
| 马尔塞扬海滩站                 | 波尔多—塞特铁路   | （终点） |
| 弗龙蒂尼昂站                   | 塔拉斯孔—塞特铁路 | （终点） |
| - 本表仅显示运营中的线路及车站 |                   |          |